# Taxeotis phricocyma
Taxeotis phricocyma är en fjärilsart som beskrevs av Turner 1929. Taxeotis phricocyma ingår i släktet Taxeotis och familjen mätare. Inga underarter finns listade i Catalogue of Life.